# Saison 1 de Clem
Chronologie
Saison 2
Cet article présente les 4 épisodes de la première saison de la série télévisée française Clem.

## Distribution

### Acteurs principaux
- Lucie Lucas : Clémentine Boissier
- Victoria Abril : Carolina Muñoz-Boissier
- Jérôme Anger : Jean-Paul Boissier
- Jade Pradin : Salomé Boissier
- Jean Dell : Michel Brimont
- Carole Richert : Marie-France Brimont
- Mathieu Spinosi : Julien Brimont
- Élodie Fontan : Alyzée Bertier
- Kevin Elarbi : Hicham Berkaoui

### Acteurs secondaires
- Grégoire Bonnet : Monsieur Dumas
- Arthur Mazet : Stan
- Pierre Perrier : Mathieu Verdier
- Annie Grégorio : Mademoiselle Lecoutre
- Emma Gamet : Gladys
- Nina Ambard : Léna
- Maria Laborit : Manie
- Jeanne Bournaud : Gisèle
- Ulysse Pillon : Martin
- Camille Chamoux : Valérie
- Elsa Esnoult : "la Chacal"

## Épisodes

### Épisode 1:Maman trop tôt
- Suisse : 16 février 2010 sur TSR1
- France : 22 février 2010 sur TF1

- France : 9,417 millions de téléspectateurs (34,8 % de parts de marché)[réf. souhaitée]

thème = grossesse précoce, grossesse de l'adolescente

### Épisode 2:Bienvenue à Valentin!
- Suisse : 15 février 2011 sur TSR1
- Belgique : 24 février 2011 sur La Une
- France : 21 mars 2011 sur TF1

- France : 6,380 millions de téléspectateurs (25 % de parts de marché)[réf. souhaitée]

thème = jeune parent, mère adolescente

### Épisode 3:Vive les vacances!
- Suisse : 22 février 2011 sur TSR1
- Belgique : 3 mars 2011 sur La Une
- France : 28 mars 2011 sur TF1

- France : 6,323 millions de téléspectateurs (23,3 % de parts de marché)[réf. souhaitée]

thème : les jeunes parents, l'adolescence

### Épisode 4:C'est la rentrée!
- Suisse : 1er mars 2011 sur TSR1
- Belgique : 10 mars 2011 sur La Une
- France : 4 avril 2011 sur TF1

- France : 6,413 millions de téléspectateurs (24 % de parts de marché)[réf. souhaitée]

thème : Etre parent, ado et lycéenne, les hasards de la vie